# Mikael Soisalo
Mikael Soisalo (Helsinki, 1998. április 24. –) finn válogatott labdarúgó, a Puskás Akadémia játékosa.

## Pályafutása

### Klubcsapatokban
Soisalo a finn Honka és a Helsingin JK akadémiáin nevelkedett, 2015-ben finn harmadosztályú bajnok lett a HJK fiókcsapatának számító Klubi 04 játékosaként. A 2016-os idényben harmincegy mérkőzésen hét gólt szerzett a finn élvonalban az Ilves csapatában, a következő idényben pedig az akkor angol másodosztályú Middlesbrough igazolt játékosa volt, azonban egyetlen mérkőzésen sem szerepelt az első számú csapatban. 2018 és 2020 között a belga élvonalbeli Zulte-Waregemben futballozott, 2020 tavaszán pedig a portugál másodosztályú Varzim vette kölcsön. Sosialo 2021 és 2023 között a lett élvonalbeli Riga FC csapatában hatvanhét mérkőzésen tizenhat gólt szerzett. 2023 augusztusában igazolt a magyar élvonalbeli Puskás Akadémia csapatához.

### A válogatottban
Többszörös finn utánpótlás válogatott, a felnőtt válogatottban 2022-ben debütált egy Izland elleni felkészülési mérkőzésen.

## Statisztika

### A válogatottban
| Finnország | Finnország | Finnország |
| Év         | Mérk.      | Gólok      |
| ---------- | ---------- | ---------- |
| 2022       | 4          | 0          |
| Összesen   | 4          | 0          |

#### Mérkőzései a finn válogatottban
| #  | Dátum              | Ellenfél            | Eredmény | Kiírás              | Esemény |
| -- | ------------------ | ------------------- | -------- | ------------------- | ------- |
| 1. | 2022. március 26.  | Izland              | 1 – 1    | barátságos mérkőzés | 73'     |
| 2. | 2022. június 11.   | Románia             | 0 – 1    | Nemzetek Ligája     | 68'     |
| 3. | 2022. június 14.   | Bosznia-Hercegovina | 2 – 3    | Nemzetek Ligája     |         |
| 4. | 2022. november 17. | Észak-Macedónia     | 1 – 1    | barátságos mérkőzés | 61' 64' |